# تفورنیکا
تفورنیکا (انگلیسی: Tvornica) شرکت خودروسازی کروات است، که در سال ۱۹۳۰ تأسیس شد.